# Municipio de Antrim (Ohio)
El municipio de Antrim (en inglés: Antrim Township) es un municipio ubicado en el condado de Wyandot en el estado estadounidense de Ohio. En el año 2010 tenía una población de 1243 habitantes y una densidad poblacional de 14,87 personas por km².

## Geografía
El municipio de Antrim se encuentra ubicado en las coordenadas 40°45′15″N 83°9′28″O / 40.75417, -83.15778. Según la Oficina del Censo de los Estados Unidos, el municipio tiene una superficie total de 83.58 km², de la cual 83,55 km² corresponden a tierra firme y (0,04 %) 0,03 km² es agua.

## Demografía
Según el censo de 2010, había 1243 personas residiendo en el municipio de Antrim. La densidad de población era de 14,87 hab./km². De los 1243 habitantes, el municipio de Antrim estaba compuesto por el 97,51 % blancos, el 0,08 % eran afroamericanos, el 0,08 % eran amerindios, el 0,32 % eran isleños del Pacífico, el 0,48 % eran de otras razas y el 1,53 % eran de una mezcla de razas. Del total de la población el 0,48 % eran hispanos o latinos de cualquier raza.